# حسین الشیخ
حسین الشیخ (زادهٔ ۱۹۶۰) سیاستمدار فلسطینی است که از ۲۶ آوریل ۲۰۲۵ به عنوان نخستین معاون رئیس‌جمهور فلسطین خدمت کرده است. او همچنین از سال ۲۰۲۲ به عنوان دبیرکل کمیتهٔ اجرایی سازمان آزادی‌بخش فلسطین خدمت کرده است.

## زندگی‌نامه
حسین الشیخ در سال ۱۹۶۰ در رام‌الله، در دوره الحاق کرانه باختری به اردن، متولد شد. او در دوران جوانی خود ۱۱ سال را در زندان‌های اسرائیل گذراند و در این مدت زبان عبری را آموخت.

## حرفه سیاسی
الشیخ از سال ۲۰۰۷ ریاست اداره کل امور مدنی تشکیلات خودگردان فلسطین را بر عهده داشت. او برای اولین بار در سال ۲۰۰۸ به عنوان عضو کمیته مرکزی فتح انتخاب شد.
در ۲۵ ژوئن ۲۰۲۲، کمیته اجرایی سازمان آزادی‌بخش فلسطین، الشیخ را به عنوان دبیرکل و رئیس اداره امور مذاکرات سازمان آزادی‌بخش فلسطین (ساف) مجدداً تأیید کرد.
در ۲۵ آوریل ۲۰۲۵، محمود عباس، رئیس دولت فلسطین، الشیخ را به عنوان معاون رئیس سازمان آزادیبخش فلسطین و معاون رئیس کمیته اجرایی این سازمان منصوب کرد.